# ギルタブルル
ギルタブルル（Girtablulu　ギルタブリル、ギルタブルウル）は、バビロニア神話に登場する半人半獣の怪物。その名前はシュメール語で「サソリ人間」を意味する。

神性のモチーフである角冠、顎鬚を生やした人間の顔と人間の体、鳥の体の後ろ半分と鉤爪、蛇頭の男性器、サソリの尾を併せ持つ姿で描かれ、時には翼が付け加えられる。死神のような容貌をしているとも言われる。人の顔、鳥の胴体と脚、サソリの尾を併せ持つ人間の絵も確認されているが、この怪物がギルタブルルに分類されるかどうかは明確になっていない。
ティアマトが生み出した11の怪物の一つで、マルドゥクによって退治された。一種の聖獣であり、『ギルガメシュ叙事詩』では、男女一対のギルタブルルが天界と冥界に通じるマーシュ山の番人として描かれている。
ギルタブルルの姿はウル第三王朝時代、アッカド時代の美術にはじめて現れ、新アッシリア、新バビロニア時代に広く使われるようになった。